# Onorificenze del Ciad
Elenco delle onorificenze e degli ordini di merito e cavallereschi distribuiti del Ciad.

## Onorificenze
| Nastro | Onorificenza                   |
| ------ | ------------------------------ |
|        | Ordine nazionale del Ciad      |
|        | Ordine al merito civile        |
|        | Ordine al merito agriculturale |

## Medaglie militari e di benemerenza
| Nastro | Onorificenza                |
| ------ | --------------------------- |
|        | Croce al merito militare    |
|        | Medaglia al merito militare |